# Plectris tenebrosa
Plectris tenebrosa är en skalbaggsart som beskrevs av Frey 1967. Plectris tenebrosa ingår i släktet Plectris och familjen Melolonthidae. Inga underarter finns listade i Catalogue of Life.